# 政治波普
政治波普（英語：Political Pop），是一種中國當代藝術運動，其內容來自於毛澤東時代的神性政治形象，風格則來自於1960年代西方波普藝術。即政治的波普化。政治波普作為一種藝術潮流出現於1970年代末至1990年代初的社會主義中國。這個潮流借用波普樣式，多在對西方商業符號與社會主義的政治形象的處理中，呈現某種幽默與荒誕的意味。

## 歷史
批評家栗憲庭於1992年在一本名為《二十一》的香港雜誌的文章中創造了政治波普這一術語。栗認為，一群藝術家們的藝術最能反映1989年之後中國的社會現實，這些藝術家常常具有諷刺意味的作品橫跨從無聊到詼諧的情緒範圍。在該文章中，栗給這些個體打上了玩世現實主義者和不完全具體地政治波普的支持者的標記。由於政治波普這個最初的定義的模糊性以及兩種運動之間的相似性，關於這些藝術家歸屬于哪一類引發了相當多的爭論。

## 政治波普藝術家
- 王廣義